# 1860年代
| 千纪： | 2千纪                                                                                            |
| 世纪： | 18世纪 \| 19世纪 \| 20世纪                                                                       |
| 年代： | 1830年代 \| 1840年代 \| 1850年代 \| 1860年代 \| 1870年代 \| 1880年代 \| 1890年代                 |
| 年份： | 1860年 \| 1861年 \| 1862年 \| 1863年 \| 1864年 \| 1865年 \| 1866年 \| 1867年 \| 1868年 \| 1869年 |

## 大事记
- 1860年—英法聯軍之役結束，北京條約簽訂
- 1861年—中国慈安太后和慈禧太后发动祺祥政变，开始兩宮听政。
- 1861年－1870年——意大利统一，统一战争一直维持到1870年。
- 1861年－1864年——美国南北战争。
- 1862年－1873年——同治陕甘回变。
- 1863年—德国和奥地利联合对丹麦的战争，德国统一的第一步。
- 1863年－1867年——法国占领墨西哥并设立傀儡政权。1867年被迫退出墨西哥。被逐墨西哥总统贝尼托·华雷斯重新任职。
- 1864年——曾国藩弟曾国荃率湘军攻陷太平天国首都天京（今南京市），随后屠城，许多当地平民和太平军人被杀，太平天国正式结束。
- 1866年—普奧戰爭，普鲁士擊敗奥地利，成为日耳曼境内最强大的国家，1867年北德邦联成立，完成德国统一的第二步。
- 1866年－1868年——日本倒幕運動

## 出生
- 1866年——孫中山，中國國民黨總理
- 1867年——威尔伯.莱特，美国飞机设计师和发明家
- 1867年——玛丽·居里，波兰-法国物理学家
- 1869年——玛哈特玛·甘地，印度政治家

## 逝世
- 1861年——咸丰帝，清朝第九位皇帝。
- 1861年——臘納瓦洛娜一世，馬達加斯加王國女王。
- 1863年——石牆傑克森，美國內戰期間著名的南軍將領。
- 1864年——程學啟，光復江蘇之淮軍名將。
- 1864年——太平天國洪秀全、李秀成、洪天貴福等。
- 1867年——迈克尔·法拉第，英国物理学家。
- 1867年——任柱，捻軍領袖。
- 1868年——賴文光，捻軍領袖。